# ヘルマン・ヴーハープフェニッヒ
- ヘルマン・ヴーハーペニッヒ
- ヘルマン・ウーハーペニッヒ

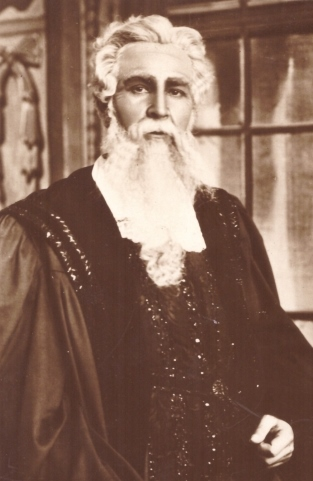
『ドン・ジョヴァンニ』の騎士長に扮するヴーハープフェニッヒ

- ヘルマン・ヴーハープフェニヒ
- ウーハー・ペーニッヒ

ヘルマン・ヴーハープフェニッヒ（ドイツ語：Hermann Wucherpfennig、1884年6月27日 - 1969年8月29日）は、ドイツの声楽家（バス）、音楽教育者。外国人教師として来日し、日本の声楽家を数多く育てた。ヴーハープフェニッヒと彼の妻は、ナチス政権の間に亡命生活をしなければならなかった避難民の音楽家であった。

## 経歴
ドイツテューリンゲン州ミュールハウゼンに生まれる。当初は言語学を専攻し、博士号も取得している。主に、忘れられていたバロック音楽の作曲家ヨハン・フリードリヒ・アグリコーラに関して論文を発表している。同時にデッサウのバス歌手ルドルフ・フォン・ミルデと、ベルリンのV.モラッティに師事した。
1905年（明治38年）デッサウ市立劇場（現：旧劇場）と契約し、歌手としての活動を開始した（1909年（明治42年）まで）。1908年（明治41年）および1909年（明治42年）には合唱団員として、1911年（明治44年）には合唱団員と『ニュルンベルクのマイスタージンガー』の夜警として、夏のバイロイト祝祭劇場に出演。1909年（明治42年）からニュルンベルク州立劇場で3シーズン出演。1912年（明治45年/大正元年）にイルマ・ラーフェンと結婚。その後の4シーズンはデュッセルドルフ歌劇場で、1916年（大正5年）からベルリンシャルロッテンブルク市立オペラ（現：ベルリン・ドイツ・オペラ）で6シーズンを過ごした。ヴーハープフェニッヒは、文化の中心である伝統的なオペラハウスでヴェルディとワグナーの主要な役や、オッフェンバック『ホフマン物語』のクレスペルと、オイゲン・ダルベール『低地（Tiefland）』のトマソを引き継いだだけでなく、コミックオペラにも出演した。例えば、今日は演奏されなくなったエイメ・マイラートの『隠者の鐘』などである。
1920年（大正9年）にはベルリン国立歌劇場にゲスト出演し、1924年（大正13年）に南米の大規模なツアーを行い、ノルウェーとハンガリーでのゲスト公演にも出演した。1922年（大正11年）から1931年（昭和6年）まで、カールスルーエ州立劇場の合唱団に所属し、妻と一緒にカールスルーエに声楽学校を開設していた。1932年（昭和7年）ヴーハープフェニッヒは東京音楽学校声楽科の教授に任命された。彼は日本でバス歌手として演奏も行った。マリア・トル（ヴーハープフェニッヒと同じく東京音楽学校の外国人教師。1932年（昭和7年） - 1938年（昭和13年）在籍）とともに、ドイツのアリアの数々を紹介した。1934年（昭和9年）11月16日、東京のドイツ大使館は、ヴーハープフェニッヒなどが「日本の音楽生活におけるドイツの影響力の強化」に貢献したと報告している。大使館の評価は、1943年に（昭和18年）ヴーハープフェニッヒの妻がいわゆる「完全なユダヤ人」であると判明したときに一変した。ドイツ政府の介入により、ヴーハープフェニッヒは東京音楽学校教授を解任された。
ヴーハープフェニッヒは1946年（昭和21年）に東京音楽学校に戻り、1953年（昭和28年）まで日本に留まった。武蔵野音楽学校でも教壇に立っている。日本でヴーハープフェニッヒに師事した主な門下生は、栗本正、畑中良輔、山田正次、朴殷用（日本名：新井潔）、三宅春惠、柴田睦陸、伊藤武雄、薗田誠一、平原壽惠子、川崎静子、佐々木成子、安西愛子、藤山一郎、桑原瑛子、長門美保など、日本の洋楽界を支えた錚々たる顔ぶれである。
彼の妻は1880年（明治13年）にグライヴィッツ（現・ポーランド領グリヴィツェ）に生まれたオペラおよびコンサートソプラノであった。イルマ・ラッポルトという名前（セファルディム系ユダヤ人特有の姓であり、こちらが本名の可能性もある）も用い、1907/1908年（明治40/41年）シーズンにはトリーア州立劇場に出演し、その後ニュルンベルク州立劇場で3シーズン過ごした。いくつかのゲスト出演もある。東京でも声楽家の教師を務め、武蔵野音楽学校でも講師を務めていた。当時の教え子の1人に渡辺はま子がいる。
1953年（昭和28年）年老いた夫婦はドイツに戻った。
ヘルマン・ヴーハープフェニッヒは1969年（昭和44年）8月29日バーデン＝ヴュルテンベルク州カールスルーエで死去。85歳没。
イルマ・ ヴーハープフェニッヒも夫の一年半後の1971年（昭和46年）にカールスルーエで死去。91歳没。

## レパートリー
グローセス・ゼンガーレクシコン（Großes Sängerlexikon：ほとんどが Kutsch/Riemens による）からの引用。

### 初演
- アルフレート・カイザー（オランダ語版）『テオドール・ケルナー（Theodor Körner）』1912年11月25日 デュッセルドルフ
- イジドレ・デ・ララ（英語版） 『三つのマスク（Die drei Masken）』1913年 デュッセルドルフ
- ベルナルト・シュスター（Bernhard Schuster）『若い泉（Der Jungbrunnen）』1920年 カールスルーエ
- ジークフリート・ワーグナー（Siegfried Wagner）『平和の天使（Der Friedensengel）』1926年3月4日 カールスルーエ

### レパートリー
- ダルベール『低地』トマソ
- ベートーヴェン『フィデリオ』ロッコ
- フロトー『マルタ』プランケット
- ヘンデル『タメルラーノ』タイトルロール（タメルラーノ）[10]
- マイアベーア『ユグノー教徒』マルセル
- モーツァルト『ドン・ジョヴァンニ 』騎士長
- モーツアルト『魔笛』ザラストロ
- ニコライ『ウィンザーの陽気な女房たち』フォルスタッフ
- オッフェンバック『ホフマン物語』クレスペル
- ロッシーニ『セビリアの理髪師』バジリオ
- ヴェルディ『イル・トロヴァトーレ』フェルランド
- ヴェルディ『ドン・カルロ』フィリッポ2世
- ヴェルディ『アイーダ』ラムフィス
- ワーグナー『さまよえるオランダ人』ダーラント
- ワーグナー『タンホイザー』ヘルマン1世
- ワーグナー『ニュルンベルクのマイスタージンガー』ポークナー、夜警
- ワーグナー『パルジファル』ティトゥレル

## 記念碑
バイロイト祝祭劇場近くの公園に、“Verstummte Stimmen”(Silent Voice)という本（1933年～1945年のオペラからのユダヤ人追放について書かれた）からの文章が載せられた記念碑が建てられている。

## 論文
ヨハン・フリードリヒ・アグリコラ『彼の生涯と作品』ベルリン大学 1922年（非公開）